# Nijabet
Nijabet, teritorij na kojem je naib imao nadležnost i mogućnost djelovati zvao se nijabet - ispostava kadiluka tj. niže sudsko-upravno područje kadiluka. Nijabetom se naziva i prihod od globa, novčanih kazna koje je plaćalo stanovništvo na osnovi osude kadije i njegova zamjenika naiba. Kao ispostave, nijabeti su uspostavljeni izvan grada, u okolici i manjim mjestima. U njima su uredovali službenici koji su pomagali, zastupali i zamjenjivali kadiju, naibi.